# Stiermarken (deelstaat)
Stiermarken (Duits: Steiermark, Sloveens: Štajerska, Stiermarks dialect: Steiamoak of Steiamårk) is een deelstaat (Bundesland) van Oostenrijk.
De hoofdstad is Graz, die tevens de grootste stad van de deelstaat is (305.314 inwoners per 1-1-2025).

## Demografie
In 2023 had Stiermarken 1.271.716 inwoners en een bevolkingsdichtheid van 78 inwoners per km². Daarmee is Stiermarken in termen van inwoners de vierde deelstaat van de negen deelstaten van Oostenrijk.

### Demografische evolutie 1985-2025
(x 1.000 inwoners)
Bron: https://statcube.at/statistik.at/ext/statcube/jsf/tableView/tableView.xhtml

## Geografie
Stiermarken heeft een oppervlakte van 16.399,34 km² (waarmee het de tweede van de negen deelstaten is, na Neder-Oostenrijk).

## Onderverdeling
Stiermarken is onderverdeeld in 1 zelfstandige stad (Statutarstadt) en 12 districten (Bezirke).

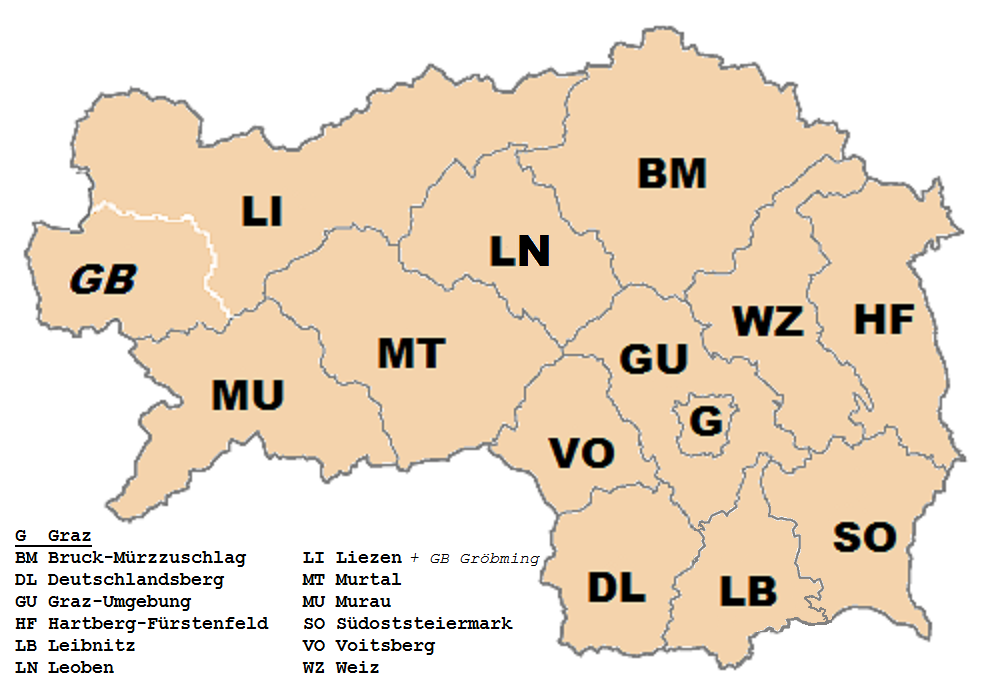
Onderverdeling met kentekens

### Zelfstandige steden
- Graz

### Districten
- Bruck-Mürzzuschlag, op 1 januari 2013 ontstaan uit Bruck an der Mur en Mürzzuschlag
- Deutschlandsberg
- Graz-Umgebung
- Hartberg-Fürstenfeld, op 1 januari 2013 ontstaan uit Hartberg en Fürstenfeld
- Leibnitz
- Leoben
- Liezen
- Murau
- Murtal, op 1 januari 2012 ontstaan uit Judenburg en Knittelfeld
- Südoststeiermark, op 1 januari 2013 ontstaan uit Feldbach en Radkersburg
- Voitsberg
- Weiz

## Politiek
De Landdag van Stiermarken (Landtag Steiermark) bestaat uit 48 parlementsleden. De regering van de deelstaat wordt geleid door een landeshauptmann, ofwel gouverneur. (Zie ook: Lijst van gouverneurs van Stiermarken).
Bij de recentste Landdagverkiezingen op 24 november 2024 veroverde de rechtse FPÖ 34,8% van de stemmen en werd daarmee voor het eerst de grootste partij van Stiermarken. Samen met de christendemocratische ÖVP ging de FPÖ deel uitmaken van de Stiermarkse regering. Landeshauptmann Mario Kunasek is de eerste FPÖ-gouverneur van een Oostenrijkse deelstaat sinds Jörg Haider (in Karinthië).
Stiermarken is een van de weinige Oostenrijkse deelstaten waar de communistische KPÖ in het parlement vertegenwoordigd is. In deze deelstaat scoort de KPÖ het best. Tot ieders verbazing werd in de hoofdstad Graz de partij in 2021 het grootst. Voor het eerst in de geschiedenis van het land kwam er toen een bestuur met de communisten. Elke Kahr werd daar de eerste KPÖ-burgemeester van de Alpenrepubliek.

## Bekende Steiermarkers
- Chrissi Klug
- Michèle Luttenberger
- Dietrich Mateschitz
- Arnold Schwarzenegger
- Dr. Helmut Marko